# 1966 en Norvège
Chronologie de la Norvège
- 1962
- 1963
- 1964
- 1965
- 1966
- 1967
- 1968
- 1969
- 1970

Cet article présente les faits marquants de l'année 1966 en Norvège ou relatifs à la Norvège.

## Gouvernance
- Olav V est roi de Norvège.
- Per Borten est le chef du gouvernement.

## Sport
- Championnats du monde de ski nordique. L'édition 1966 s'est déroulée à Oslo (Norvège) du 17 février au 27 février.
- La saison 1966 du Championnat de Norvège de football était la 4e édition de la première division norvégienne à poule unique, la Tippeligaen. Les 10 clubs jouent les uns contre les autres lors de rencontres disputées en matchs aller et retour. C'est le Skeid FK Oslo qui termine en tête du championnat. C'est le premier titre de champion de Norvège de son histoire.
- 12 juin, football : le Portugal bat la Norvège 4 à 0 en match amical[1].

## Culture
- La Faim (Sult) est un film coproduit à parts égales par le Danemark, la Suède et la Norvège, réalisée par le cinéaste danois Henning Carlsen en 1966. Le film est, en outre, une adaptation libre du roman éponyme publié en 1890 par l'écrivain norvégien Knut Hamsun.
- La Norvège a participé au Concours Eurovision de la chanson 1966 le 5 mars à Luxembourg. C'est la 7e participation norvégienne au Concours Eurovision de la chanson. Le pays est représenté par la chanteuse Åse Kleveland et la chanson Intet er nytt under solen, sélectionnées par la Norsk rikskringkasting au moyen du Melodi Grand Prix.

## Naissances
- Naissance en Norvège en 1966

## Décès
- Décès en Norvège en 1966